# Саврасово (Мордовия)
Саврасово — деревня в Ардатовском районе Мордовии (Россия). Входит в Куракинское сельское поселение.

## Название
Название-антропоним: служилые люди Алатырской засечной черты юго-восточной границы Российского государства Саврасовы были владельцами населённого пункта. В актовом документе 1683 года сообщается, что в Алатырском уезде были выделены поместные оклады в размере «300 четей Прокофию Саврасову и 340 четей Федору Саврасову (27, 17)».

## История
В «Списке населённых мест Симбирской губернии» (1863) Саврасово — владельческая деревня Ардатовского уезда, в которой насчитывалось 28 дворов и 206 жителей.

## Население
| 2001 | 2002 | 2010 |
| ---- | ---- | ---- |
| 45   | ↗62  | ↘30  |